# Résolution 377 de l'Assemblée générale des Nations unies
La résolution 377 (V) (résolution « Union pour le maintien de la Paix » aussi connue sous le nom de résolution Acheson) est une résolution de l'Assemblée générale des Nations unies, adoptée le 3 novembre 1950, à l'initiative du secrétaire d'État américain Dean Acheson, qui étend les compétences de l'Assemblée générale de l'ONU en matière de maintien de la paix.

## Contenu
Selon les termes de cette résolution, « dans tout cas où paraît exister une menace contre la paix, une rupture de la paix ou un acte d'agression et où, du fait que l'unanimité n'a pas pu se réaliser parmi ses membres permanents, le Conseil de sécurité manque à s'acquitter de sa responsabilité principale dans le maintien de la paix et de la sécurité internationale, l'Assemblée générale examinera immédiatement la question afin de faire aux Membres les recommandations appropriées sur les mesures collectives à prendre… ».
Cette résolution permet de faire des recommandations sur un différend ou une situation sur lequel l'article 12, alinéa 1, de la Charte empêchait l'Assemblée de se pencher. L'Assemblée doit néanmoins rester dans le cadre de ses compétences et ne peut adopter des résolutions contraignantes comme pourrait le faire le Conseil de sécurité dans certains cas, notamment ceux relevant du chapitre VII de la Charte. 
Si l'Assemblée ne siège pas à ce moment, elle peut se réunir en une session extraordinaire d'urgence.

## Utilisations
Née du conflit nord-coréen, cette résolution n'a été appliquée qu'avec prudence lors des affaires de 1956 (crise du canal de Suez ; affaire de la Hongrie), 1958 (affaire du Liban), 1960 (affaire du Congo), 1971 (affaire du Pakistan oriental), 1980 (invasion soviétique de l'Afghanistan ; affaire de la Palestine), 1981 (affaire de la Namibie), 1982 (affaire de la Palestine) et 2022 (invasion de l'Ukraine par la Russie).